# Club Voleibol Tenerife (piłka siatkowa mężczyzn)
Club Voleibol Tenerife – hiszpański męski klub siatkarski założony w 1997 roku. Obecnie występuje w najwyższej klasie rozgrywek ligowych.

## Nazwy klubu
- 2002–2004 – Arona Teneryfa Sur
- 2004–2008 – Arona Teneryfa
- 2008–2009 – Arona Teneryfa Sur
- od 2009 – Tenerife Sur

## Medale, tytuły, trofea
- Puchar Hiszpanii: 2004
- Superpuchar Hiszpanii: 2004

## Kadra w sezonie 2009/2010

### Sztab szkoleniowy
- Trener:  Juan Claudio Garcia
- Asystent trenera:  Fernando Avila España
- Team manager:  Javier Hernández Mora
- Fizjoterapeuta:  Carlos Trapero

### Zawodnicy
| Numer | Imię i nazwisko                 | Narodowość        | Data urodzenia | Wzrost (cm) | Pozycja      |
|       | Francisco Alfredo Marco Arroyo  | Hiszpania         | 04.10.1986     | 180         |              |
|       | Andrew Gordon Benson            | Szkocja           | 14.07.1984     |             |              |
| 2     | Juan Burke                      | Belgia            | 03.07.1983     | 188         | atakujący    |
| 9     | Alejandro Fernández Rojas       | Hiszpania         | 17.04.1987     | 189         | przyjmujący  |
| 1     | Nestor Fernández Rojas          | Hiszpania         | 10.09.1980     | 191         | rozgrywający |
|       | Nathan Alexander French         | Anglia            | 20.04.1990     |             |              |
| 5     | Jose Gaona Gamarra              | Paragwaj          | 25.08.1985     | 202         | przyjmujący  |
|       | David John Hamilton             | Irlandia Północna | 08.11.1983     |             |              |
|       | Joel Miller                     | Anglia            | 15.12.1988     |             |              |
|       | Benjamin Allan Pipes            | Anglia            | 21.10.1986     |             |              |
| 11    | José Daniel Ruiz Subires        | Hiszpania         | 19.08.1981     | 191         | rozgrywający |
|       | José Miguel Sugrañes Martinez   | Hiszpania         | 25.08.1985     |             |              |
| 6     | Iwan Todorow Kołczagow          | Bułgaria          | 31.03.1981     | 207         | atakujący    |
|       | Francisco Javier Tomás Cuadrado | Hiszpania         | 21.06.1989     | 192         |              |